# Sữa công thức

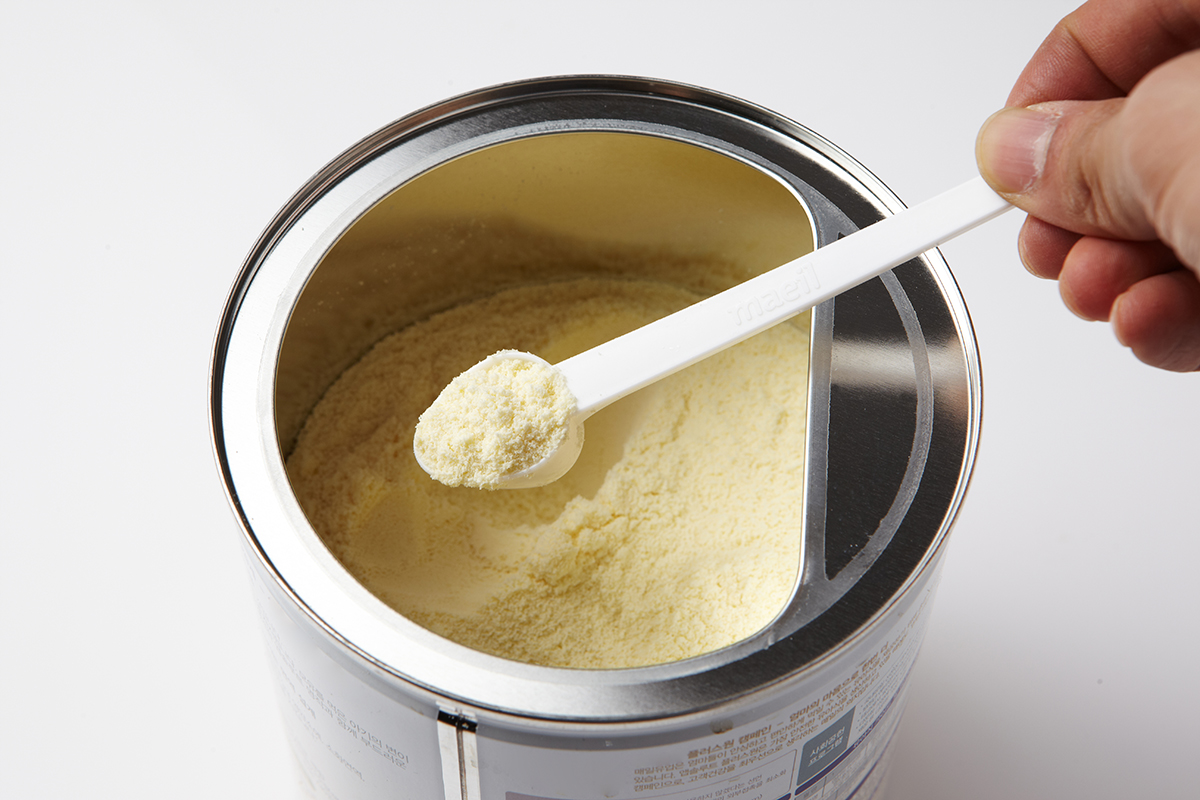
Sữa công thức

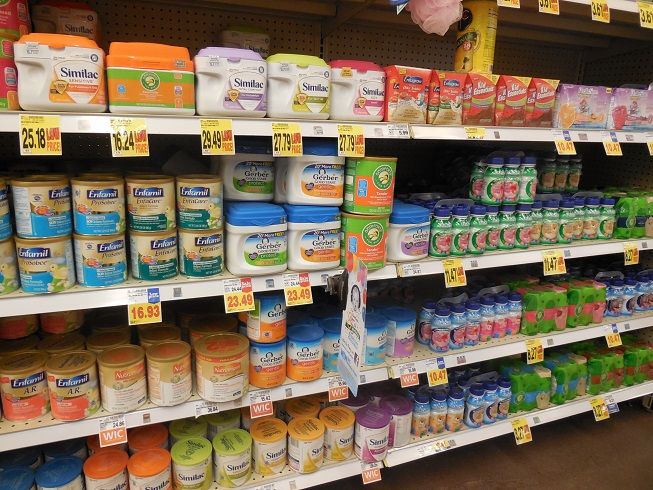
Các sản phẩm sữa công thức trên thị trường

Sữa công thức (Infant formula) hay còn gọi là sữa bột trẻ em là các loại sữa được sản xuất dành riêng làm thức ăn cho trẻ sơ sinh và trẻ em dưới 12 tháng tuổi trong đó thành phần mô phỏng công thức hóa học của sữa mẹ và dùng để thay thế hoàn toàn hoặc một phần cho sữa mẹ Sữa công thức cũng có thể được hiểu là những loại thực phẩm tốt dành cho những đứa trẻ thường chuẩn bị cho bú bình hoặc ăn thức ăn từ bột (trộn với nước) hoặc chất lỏng (có hoặc không có nước bổ sung). Đây là một thực phẩm mà dành sử dụng chế độ ăn uống đặc biệt như một loại thức ăn cho trẻ sơ sinh.

## Thành phần
Sữa công thức có những thành phần mô phỏng giống như sữa mẹ, nó có công thức gần giống với sữa mẹ trong việc vừa giúp trẻ có một cơ thể khỏe mạnh với sự tăng trưởng về chiều cao, cân nặng vừa phát triển trí não, thị lực, cảm xúc, kỹ năng giao tiếp, giải quyết vấn đề, hệ miễn dịch, ngoài đạm, đường, chất béo và các vitamin, khoáng chất thiết yếu, còn cần có một số dưỡng chất bổ sung đặc biệt (choline, DHA, ARA, beta-glucan, prebiotic). Dù mang nhiều nhãn hiệu thì sữa công thức nhìn chung là có thành phần giống hệt nhau do sữa bột công thức phải tuân theo quy định của các cơ quan quản lý thực phẩm, chẳng hạn Cục Quản lý Thực phẩm và Dược phẩm (FDA), đòi hỏi các nhà sản xuất cung cấp 29 chất dinh dưỡng cụ thể trong mỗi khẩu phần. Trong khi các nhãn hiệu khác nhau có tên gọi, bao bì, giá cả khác nhau, không ai trong số họ được phép thay đổi các thành phần cần thiết.
Có ba loại sữa công thức cơ bản:
- Sữa bột (sẽ được pha cùng nước).
- Sữa nước đặc (sẽ được pha loãng cùng nước).
- Sữa nước lỏng (chỉ việc đổ vào bình là bé bú được).

Trong đó, sữa bột là phổ biến và ít tốn kém nhất, sữa nước lỏng là tốn kém nhất. Ngoài ra, cũng có các loại sữa công thức hữu cơ trên thị trường, có thành phần tương tự sữa công thức bình thường nhưng sữa này được lấy từ những con bò không được dùng bất kỳ loại kháng sinh nào. Đối với sữa công thức bột gồm nhiều loại:
- Sữa công thức gốc sữa bò. Hầu hết các bé dễ dàng tiêu hóa sữa công thức nhưng một số có khả năng dị ứng với protein sữa bò trong sữa công thức.[2]
- Sữa công thức gốc đậu nành (có thể dùng cho bé sơ sinh) hoặc những bé không dung nạp lactose hay bị dị ứng sữa bò.
- Sữa công thức ít gây dị ứng (cho bé bị dị ứng với protein sữa hoặc dị ứng sữa đậu nành) đó là sữa bột chứa đạm thủy phân, trong đó các protein đã được biến đổi thành hình thức dễ tiêu hóa hơn.
- Sữa công thức thiết kế đặc biệt cho bé nhẹ cân.

Trẻ uống sữa công thức thường sẽ no lâu hơn trẻ bú sữa mẹ vì sữa mẹ và hầu hết các loại sữa bột công thức có chứa các loại đạm váng sữa (whey protein) và casein nhưng trong sữa mẹ, đạm váng (whey) nhiều hơn casein nên dễ dàng tiêu hóa, trong khi sữa bột công thức chứa nhiều casein khiến trẻ tiêu hóa chậm hơn. Sữa bột công thức mất nhiều thời gian để tiêu hóa hơn sữa mẹ.

## Vai trò
Sữa công thức, với hình thức đặc thù giúp cung cấp tối đa dưỡng chất cho trẻ đang là một trong những giải pháp tốt nhất để trẻ đạt được nhu cầu dinh dưỡng cần thiết. Đối với trẻ sơ sinh và trẻ nhỏ, thì sữa mẹ là tốt nhất. Tuy nhiên, do nhiều nguyên nhân mà ngay từ đầu có một số bà mẹ đã không thể duy trì việc cho con bú sữa mẹ thì giải pháp cung cấp dinh dưỡng cho con bằng sữa công thức là phù hợp nhất.
Một lời khuyên cho rằng khi trẻ em đang ở vào giai đoạn "vàng" (từ 3-10 tuổi), là giai đoạn chiếm đến 60% tiềm năng phát triển chiều cao nên bên cạnh các bữa ăn, việc bổ sung thêm sữa đóng vai trò rất quan trọng và nên chọn sữa công thức cho trẻ vì hệ dưỡng chất khoa học trong các loại sữa công thức sẽ bổ sung cho bé đầy đủ các chất thiết yếu, quan trọng, giúp bé đạt đến chiều cao tối ưu, đây là điều mà sữa tươi sẽ gặp hạn chế. Nên cho bé uống 2-3 ly sữa công thức mỗi ngày và duy trì điều này suốt trong giai đoạn từ 3-10 tuổi.
Mặc dù vậy, sữa công thức vẫn không thể thay thế hoàn toàn cho sữa mẹ. Ở Việt Nam, có việc cấm quảng cáo sữa công thức cho trẻ dưới 24 tháng, các sản phẩm dinh dưỡng với mục đích thay thế sữa mẹ cho trẻ 0 đến 24 tháng sẽ đều bị cấm quảng cáo, các sản phẩm dinh dưỡng công thức với mục đích thay thế sữa mẹ cho trẻ dưới 12 tháng, sản phẩm bổ sung cho trẻ dưới 6 tháng đều bị cấm quảng cáo.

## An toàn thực phẩm

### Trung Quốc

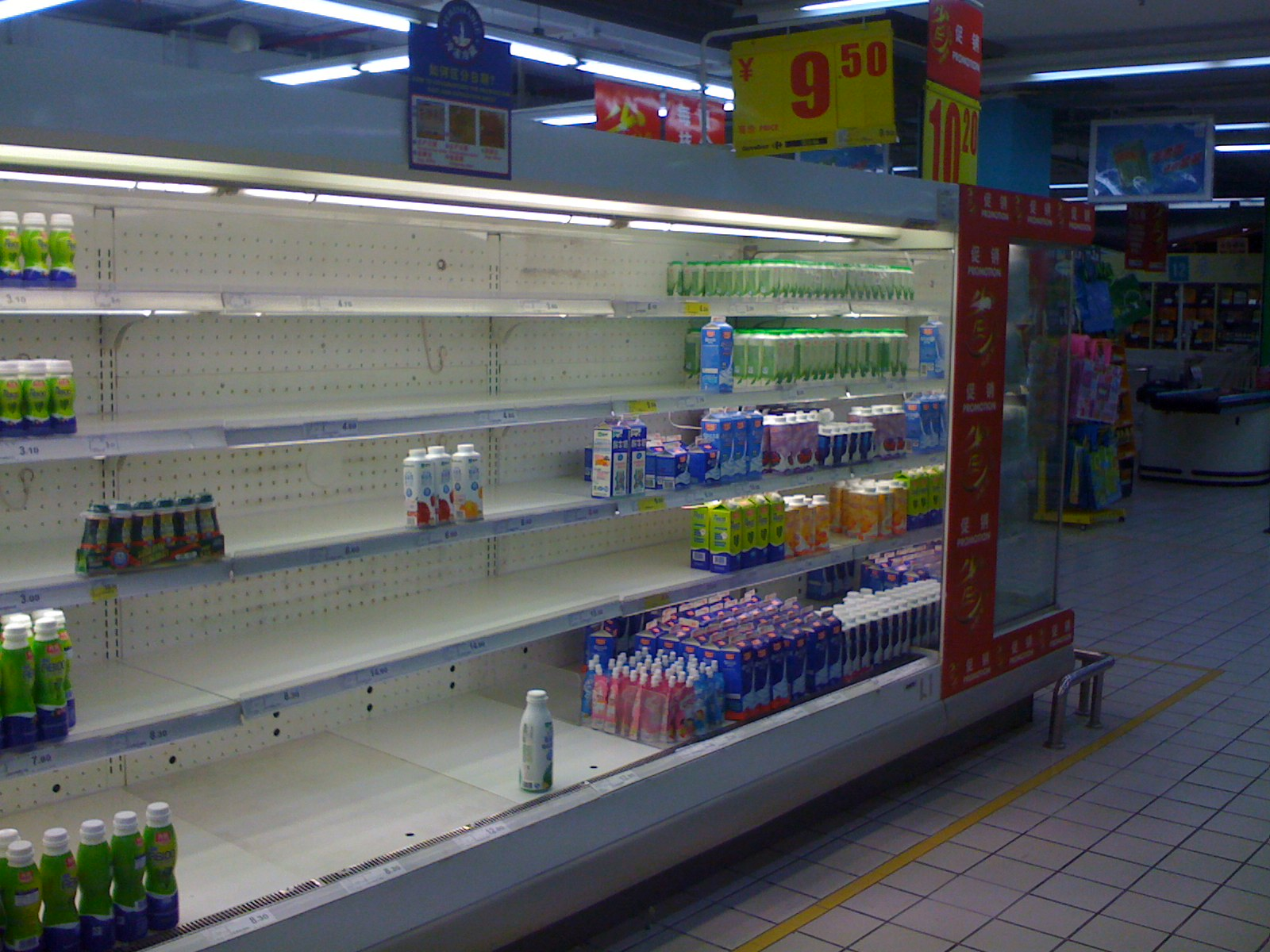
Các ngăn hàng rỗng tại một siêu thị Trung Quốc do vụ sữa nhiễm bẩn

Năm 2008, tại Trung Quốc phát hiện sữa bột trẻ em đã bị lẫn hóa chất melamine. Vụ bê bối này đã ảnh hưởng đến nhiều nước khác bởi các sản phẩm chứa sữa nhiễm bẩn nhập từ Trung Quốc. Đến ngày 22 tháng 9, người ta đã thống kê được gần 53.000 trẻ em đã bị bệnh, hơn 12.800 trẻ phải nằm viện, và 4 trẻ bị chết, với nguyên nhân là sỏi thận và suy thận. Chất hóa học đã được trộn vào sữa để làm cho sữa có vẻ có độ đạm cao hơn. Cũng chất hóa học này đã có liên quan đến chuỗi các vụ thu hồi thức ăn cho thú cảnh vào năm 2007. Trong một vụ khác, sữa chất lượng kém đã gây ra cái chết do suy dinh dưỡng của 13 trẻ sơ sinh tại Trung Quốc năm 2004.
Hiện tượng sữa nhiễm bẩn đã bị phát hiện ở 22 công ty Trung Quốc, trong đó có Sanlu (Tập đoàn Tam Lộc), Mengniu, Yili, và Yashili. Sự kiện này đã gây nên những mối lo ngại về an toàn thực phẩm và tham nhũng chính trị ở Trung Quốc, và gây thiệt hại cho danh tiếng của thực phẩm do Trung Quốc xuất khẩu; ít nhất 11 quốc gia đã ngừng nhập khẩu sản phẩm sữa từ Trung Quốc. Tổ chức Y tế Thế giới coi vụ bê bối này là một trong những sự kiện an toàn thực phẩm lớn nhất mà tổ chức này phải đối phó trong những năm gần đây. Tổ chức này nói rằng khủng hoảng lòng tin của người tiêu dùng Trung Quốc sẽ khó vượt qua.
Sau đó, Lo ngại các sản phẩm sữa trong nước không đảm bảo chất lượng, ngày càng nhiều người Trung Quốc đổ xô tới Hồng Kông mua sữa ngoại cho con, Sữa công thức nhập khẩu cho trẻ em là mặt hàng đặc biệt được ưa chuộng bởi người dân đại lục vẫn chưa hết lo ngại về vấn đề an toàn thực phẩm, thậm chí còn được xem là món quà tặng xa xỉ đối với nhiều gia đình đại lục.

### New Zeland
Một vụ bê bối khác liên quan đến sữa của Tân Tây Lan đó là sữa bột nhiễm khuẩn của công ty Fonterra. Chính phủ New Zealand ra thông báo cho biết nguyên liệu sữa đặc, sữa bột khô của công ty Fonterra đã bị nhiễm khuẩn và nhiều sản phẩm sử dụng nguyên liệu này đã được xuất khẩu sang Australia, Trung Quốc, Malaysia, A-rập Xê-út, Thái Lan và Việt Nam. Triệu chứng ngộ độc ban đầu do vi khuẩn gây ra gồm nôn mửa và tiêu chảy, sau đó có thể dẫn tới liệt, thậm chí tử vong nếu không được điều trị kịp thời.
Nga, Pháp và Trung Quốc đã đồng loạt cho thu hồi tất cả các sản phẩm sữa có sử dụng nguyên liệu sữa bột do công ty Fonterra của New Zealand cung cấp để tránh nguy cơ lây lan vi khuẩn gây ngộ độc thực phẩm nghiêm trọng. Tập đoàn thực phẩm lớn của Pháp Danone đã phải ra lệnh thu hồi các sản phẩm sữa của mình khỏi thị trường Trung Quốc, Malaysia, Thái Lan và New Zealand. Mátxcơva đã thu hồi các sản phẩm sữa của Fonterra, bao gồm sữa công thức dành cho trẻ em và khuyến cáo người tiêu dùng nước này không mua các sản phẩm của hãng trên.
Thủ tướng New Zealand John Key đã sắp xếp một chuyến đi tới Bắc Kinh trong để xin lỗi người tiêu dùng nước này về bê bối sữa nhiễm vi khuẩn gây liệt cơ của hãng Fonterra nhằm tạo niềm tin do thị trường sữa công thức của Trung Quốc đang đem về cho New Zealand khoảng 2,4 tỷ USD mỗi năm. Ngoài ra, Sau khi chính phủ New Zealand ra thông cáo về nguyên liệu đạm sữa cô đặc của Fonterra, người tiêu dùng Việt Nam đã quay trở lại mua sữa này. Bộ Công nghiệp cơ bản New Zealand khẳng định vi khuẩn được tìm thấy trong Whey Protein Concentrate (WPC) do công ty Fonterra sản xuất không phải là vi khuẩn Clostridium botulinum (CB) như đã cảnh báo, mà là vi khuẩn Clostridium sporogenes (CS). Đây là khuẩn lành tính, hoàn toàn không gây hại và có mặt phổ biến trong môi trường.